# Bantoestan

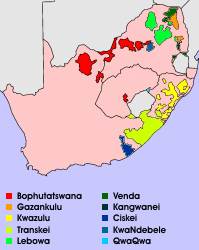
Kaart van de voormalige thuislanden in Zuid-Afrika

Een Bantoestan of thuisland was een in naam zelfstandig gebiedsdeel binnen de grenzen van Zuid-Afrika en Namibië dat tijdens het apartheidsregime in de jaren 70 van de 20e eeuw aan de zwarte bevolkingsgroepen werd toegewezen.
Bantoe betekent mensen in de Bantoetalen, maar is ook een aanduiding voor de volkeren die deze talen spreken. Stan betekent land van in verscheidene Iraanse talen, zoals in onder meer Kazachstan, Turkmenistan en Tadzjikistan. Het was derhalve de bedoeling de Bantoevolken in deze landen te huisvesten. De door de apartheidsregering gebruikte term "thuisland" werd uit protest door de tegenstanders van het apartheidsregime vervangen door de term Bantoestan. Die term werd door de media in landen buiten Zuid-Afrika overgenomen.
In Zuid-Afrika bestonden er tien van deze gebieden, die alle zelfbestuur kregen. Vier daarvan, Bophuthatswana, Ciskei, Transkei en Venda, werden later onafhankelijk verklaard. Met de zes andere, Gazankulu, KaNgwane, KwaNdebele, Kwazoeloe, Lebowa en QwaQwa, is dit nooit gebeurd. De vier onafhankelijk verklaarde bantoestans werden behalve door Zuid-Afrika door geen enkel ander land als onafhankelijk erkend, maar in Israël werd wel een handelsmissie voor Ciskei geopend en ook Bophuthatswana had een vertegenwoordiger in Israël. Volgens de Zuid-Afrikaanse autoriteiten waren de thuislanden bedoeld om de zwarte bevolking een grote mate van zelfbeschikking te geven en er ook voor te zorgen dat hun cultuur bewaard bleef, maar in werkelijkheid werden zij gecreëerd om meer controle uit te oefenen, hun bevolking uit te sluiten uit de Zuid-Afrikaanse politiek en controle over de economisch en strategisch belangrijkste gebieden voor de blanke minderheid te verzekeren.
Geen van deze thuislanden was levensvatbaar. Zij bestonden grotendeels uit niet-aaneengesloten stukken dor land, waar erosie veelal vrij spel had. Deze vazalstaten waren in grote mate afhankelijk van Zuid-Afrika, dat zelfs besliste wie er moest wonen. Economisch gezien konden deze pseudolanden niet instaan voor het welzijn van hun bevolking. Er was vrijwel geen industrie en de werkgelegenheid was zeer laag. Zwarte arbeiders die toch werkten, konden met hun karige loon hun familie nauwelijks onderhouden.
Na het verdwijnen van de apartheid werden de thuislanden op 27 april 1994 herenigd met Zuid-Afrika.
Namibië bezat eveneens tien thuislanden volgens het Plan Odendaal. Caprivi, Kavangoland en Owamboland hadden een vorm van zelfbestuur; Boesmanland, Damaraland, Hereroland, Kaokoveld, Namaland, Rehoboth (Basterland) en Tswanaland niet.